# Agostino Lanfranchi
Agostino Lanfranchi, född 24 juni 1892 i Palazzolo sull'Oglio i Lombardiet, död 15 februari 1963 i Bergamo i Lombardiet, var en italiensk bobåkare och skeletonåkare. Lanfranchi tävlade i skeleton vid olympiska vinterspelen 1928 i Sankt Moritz. Han kom på fjärde plats. Under olympiska vinterspelen 1932 i Lake Placid tävlade Lanfranchi i tvåmans- och fyrmansbob. Han var bror till Gaetano Lanfranchi.